# シエラネバダ山脈 (スペイン)
シエラ・ネバダ山脈（シエラ・ネバダさんみゃく、Sierra Nevada）は、イベリア半島南東部にある山脈。スペイン・アンダルシア州グラナダ県とアルメリア県に属する。ペニベティカ山系に含まれるとされる。年間を通じて雪が残っており、スペイン語では単にSierra Nevadaで「積雪のある山脈」を意味することから、シエラ・ネバダ、或いはネバダ山脈とも表記される。最高峰は標高3,478.6mのムラセン山である。

## 形成過程
新生代の古第三紀と新第三紀にかけて（6600万年前-180万年前）アルプス造山運動が起こり、アフリカプレートとユーラシアプレートが衝突することでシエラ・ネバダ山脈が形成された。この造山運動ではスイスやフランスとイタリアを隔てるアルプス山脈も形成され、ジブラルタル海峡を挟んだ北アフリカにあるアトラス山脈も形成されている。

## 地理
シエラ・ネバダ山脈はベティコ山系の中の副次的山系の一つペニベティカ山系に含まれるとされる。山脈の中央部では、尾根は概して西南西から東北東の方向に伸びている。山脈の南側斜面には、距離が長いが川幅の狭い何本かの谷が南西方向に向かって伸びており、それらの谷は尾根によって分断されている。北側斜面は急勾配で岩がちであり、一定の向きを持った谷は少ない。北側斜面はムラセン山麓に源流を持つヘニル川やその支流が支配的である。シエラ・ネバダ山脈の最高峰は標高3,478.6mのムラセン山であり、ムラセン山はスペイン本土でもっとも高い山である。スペインの最高峰は大西洋上のカナリア諸島・テネリフェ島にある標高3,718mのテイデ山である。1999年には山脈の一部がシエラ・ネバダ国立公園に指定された。また、一帯の植生は草原、高山の低木林、マツ、ビャクシン属の樹林、落葉樹林、硬葉樹林などがあり、ヨモギ属のArtemisia granatensis、トリカブト、デルフィニウム・スタフィサグリアなどの固有種の植物が見られ、スペインアイベックス、カベバシリ、ワシ類などの動物が生息している。シエラ・ネバダ山脈はユネスコの生物圏保護区にも指定されている。南西麓のエル・パドゥル付近にはラムサール条約登録地の湿地と泥炭地があり、そこはヨーロッパチュウヒ、ヒメヨシゴイ、タゲリ、セイケイ、コサギ、ハイイロチュウヒなど多くの鳥類の繁殖地、休憩地、越冬地である。
山麓にある大都市としては北西麓のグラナダがあり、やや山脈から離れて地中海沿岸にアルメリア、ベレス＝マラガ、モトリル、マラガがある。グラナダはシエラ・ネバダ山脈観光の拠点であり、ベレッタ山に近いシエラ・ネバダ・スキー場にはグラナダからA-395号線が通じている。

### 気候
標高3,000mを超えるシエラ・ネバダ山脈は、ケッペン気候区分によると地中海性の亜寒帯気候(Dsc)である。スキー場があるプラドジャーノ（観測地点は標高2,507m）における年平均気温は摂氏3.9度であり、年平均降水量は692mmである。
| プラドジャーノ（標高2,507m）の気候 | プラドジャーノ（標高2,507m）の気候 | プラドジャーノ（標高2,507m）の気候 | プラドジャーノ（標高2,507m）の気候 | プラドジャーノ（標高2,507m）の気候 | プラドジャーノ（標高2,507m）の気候 | プラドジャーノ（標高2,507m）の気候 | プラドジャーノ（標高2,507m）の気候 | プラドジャーノ（標高2,507m）の気候 | プラドジャーノ（標高2,507m）の気候 | プラドジャーノ（標高2,507m）の気候 | プラドジャーノ（標高2,507m）の気候 | プラドジャーノ（標高2,507m）の気候 | プラドジャーノ（標高2,507m）の気候 |
| 月                                 | 1月                                | 2月                                | 3月                                | 4月                                | 5月                                | 6月                                | 7月                                | 8月                                | 9月                                | 10月                               | 11月                               | 12月                               | 年                                 |
| ---------------------------------- | ---------------------------------- | ---------------------------------- | ---------------------------------- | ---------------------------------- | ---------------------------------- | ---------------------------------- | ---------------------------------- | ---------------------------------- | ---------------------------------- | ---------------------------------- | ---------------------------------- | ---------------------------------- | ---------------------------------- |
| 平均最高気温 °C （°F）             | 0.3 (32.5)                         | −0.9 (30.4)                        | 0.6 (33.1)                         | 3.2 (37.8)                         | 4.6 (40.3)                         | 14.2 (57.6)                        | 21.6 (70.9)                        | 19.8 (67.6)                        | 14.2 (57.6)                        | 10.4 (50.7)                        | 3.5 (38.3)                         | 2.6 (36.7)                         | 7.8 (46)                           |
| 日平均気温 °C （°F）               | −2.9 (26.8)                        | −4.4 (24.1)                        | −3.4 (25.9)                        | −0.6 (30.9)                        | 0.9 (33.6)                         | 9.9 (49.8)                         | 16.6 (61.9)                        | 15.2 (59.4)                        | 9.9 (49.8)                         | 6.3 (43.3)                         | 0.1 (32.2)                         | −0.7 (30.7)                        | 3.9 (39)                           |
| 平均最低気温 °C （°F）             | −6.1 (21)                          | −7.9 (17.8)                        | −7.5 (18.5)                        | −4.3 (24.3)                        | −2.9 (26.8)                        | 5.6 (42.1)                         | 11.9 (53.4)                        | 10.6 (51.1)                        | 5.7 (42.3)                         | 2.2 (36)                           | −3.3 (26.1)                        | −4.0 (24.8)                        | 0.0 (32)                           |
| 降水量 mm （inch）                 | 86.7 (3.413)                       | 91.2 (3.591)                       | 78.8 (3.102)                       | 53.8 (2.118)                       | 53.6 (2.11)                        | 29.7 (1.169)                       | 6.1 (0.24)                         | 11.7 (0.461)                       | 33.7 (1.327)                       | 69.0 (2.717)                       | 85.2 (3.354)                       | 93.1 (3.665)                       | 692 (27.24)                        |
| 出典：1975年-1989年, UCM           |                                    |                                    |                                    |                                    |                                    |                                    |                                    |                                    |                                    |                                    |                                    |                                    |                                    |

### 高峰
| シエラ・ネバダ山脈の高峰（標高3,000m以上） | シエラ・ネバダ山脈の高峰（標高3,000m以上） | シエラ・ネバダ山脈の高峰（標高3,000m以上） |
| #                                          | ピーク                                     | 標高(m)                                    |
| ------------------------------------------ | ------------------------------------------ | ------------------------------------------ |
| 1                                          | ムラセン山                                 | 3,480                                      |
| 2                                          | ベレッタ山                                 | 3,393                                      |
| 3                                          | アルカサバ山                               | 3,371                                      |
| 4                                          | マチョス山                                 | 3,324                                      |
| 5                                          | プンタル・デ・シエテ・ラグナス             | 3,248                                      |
| 6                                          | プンタル・デ・ラ・カルデラ                 | 3,226                                      |
| 7                                          | エロリエタ峰                               | 3,206                                      |
| 8                                          | クレストーネス・リオ・セコ                 | 3,198                                      |
| 9                                          | ロマ・ペラーダ                             | 3,187                                      |
| 10                                         | ペラード山                                 | 3,179                                      |
| 11                                         | ビルヘン峡谷                               | 3,160                                      |
| 12                                         | トサル・デル・カルトゥホ                   | 3,152                                      |
| 13                                         | アタラージャ峰                             | 3,148                                      |
| 14                                         | プンタル・デ・バカレス                     | 3,143                                      |
| 15                                         | ラセーロ山                                 | 3,139                                      |
| 16                                         | ネベーロ峡谷                               | 3,120                                      |
| 17                                         | ラスポネス・リオ・セコ                     | 3,120                                      |
| 18                                         | アルトス峡谷                               | 3,111                                      |
| 19                                         | ヘレス峰                                   | 3,090                                      |
| 20                                         | マチョス峡谷                               | 3,088                                      |
| 21                                         | レドンド山                                 | 3,058                                      |
| 22                                         | フエゴ・デ・ボロス                         | 3,018                                      |
| 23                                         | カバージョ峰                               | 3,013                                      |

## 文化

### スキー場

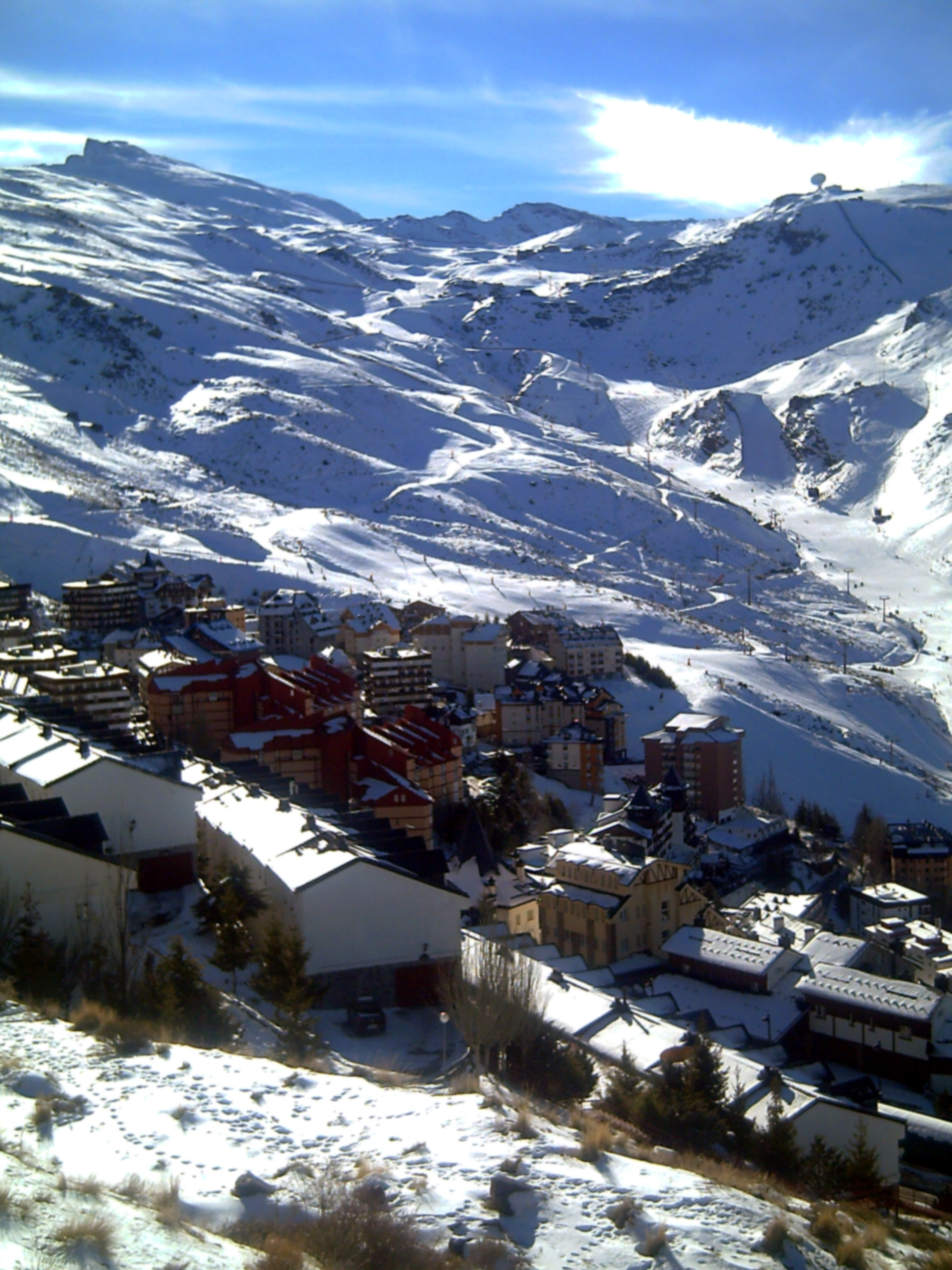
シエラ・ネバダ・スキー場

温暖な気候と豊富な日照時間で知られる地中海沿岸地域にあるが、3,000mを超える標高がヨーロッパ最南端のスキー場（シエラ・ネバダ・スキー場）の成立を可能としており、シエラ・ネバダ山脈は人気のある観光地となっている。
1996年にはシエラ・ネバダ・スキー場で第33回アルペンスキー世界選手権が開催された。本来は1995年に開催される予定だったが、雪不足により1年遅れて開催されている。スペインで開催された唯一のアルペンスキー世界選手権であり、イタリア以外の南ヨーロッパで開催された唯一のアルペンスキー世界選手権である。このスキー場は何度かアルペンスキー・ワールドカップの開催地となっている。2015年にはグラナダがスロバキア・シトゥルブスケー・プレソとともに2015年冬季ユニバーシアードの共同開催地となり、シエラ・ネバダ・スキー場を中心とするグラナダ近辺で7競技（アルペンスキー、カーリング、フィギュアスケート、フリースタイルスキー、アイスホッケー、ショートトラックスピードスケート、スノーボード）が開催された。

### 天体観測
シエラ・ネバダ山脈には二台の電波望遠鏡が設置されている。1981年にはシエラ・ネバダ天文台(OSN)の電波望遠鏡がロマ・デ・ディラルの標高2,896m地点に設置された。シエラ・ネバダ天文台は口径1.5mと0.9mのナスミス式望遠鏡を備えている。
1980年から1984年には、ミリ波電波天文学研究所(IRAM)の電波望遠鏡（IRAM30m望遠鏡）がベレッタ山ピーク近くの標高2,850m地点に設置された。IRAM30m望遠鏡は口径30mの電波望遠鏡であり、口径50mの大型ミリ波望遠鏡（メキシコ）に次いで世界で2番目に口径の大きなミリ波望遠鏡である。毎年200人以上の科学者が世界中から集まって観測を行っている。

## ギャラリー

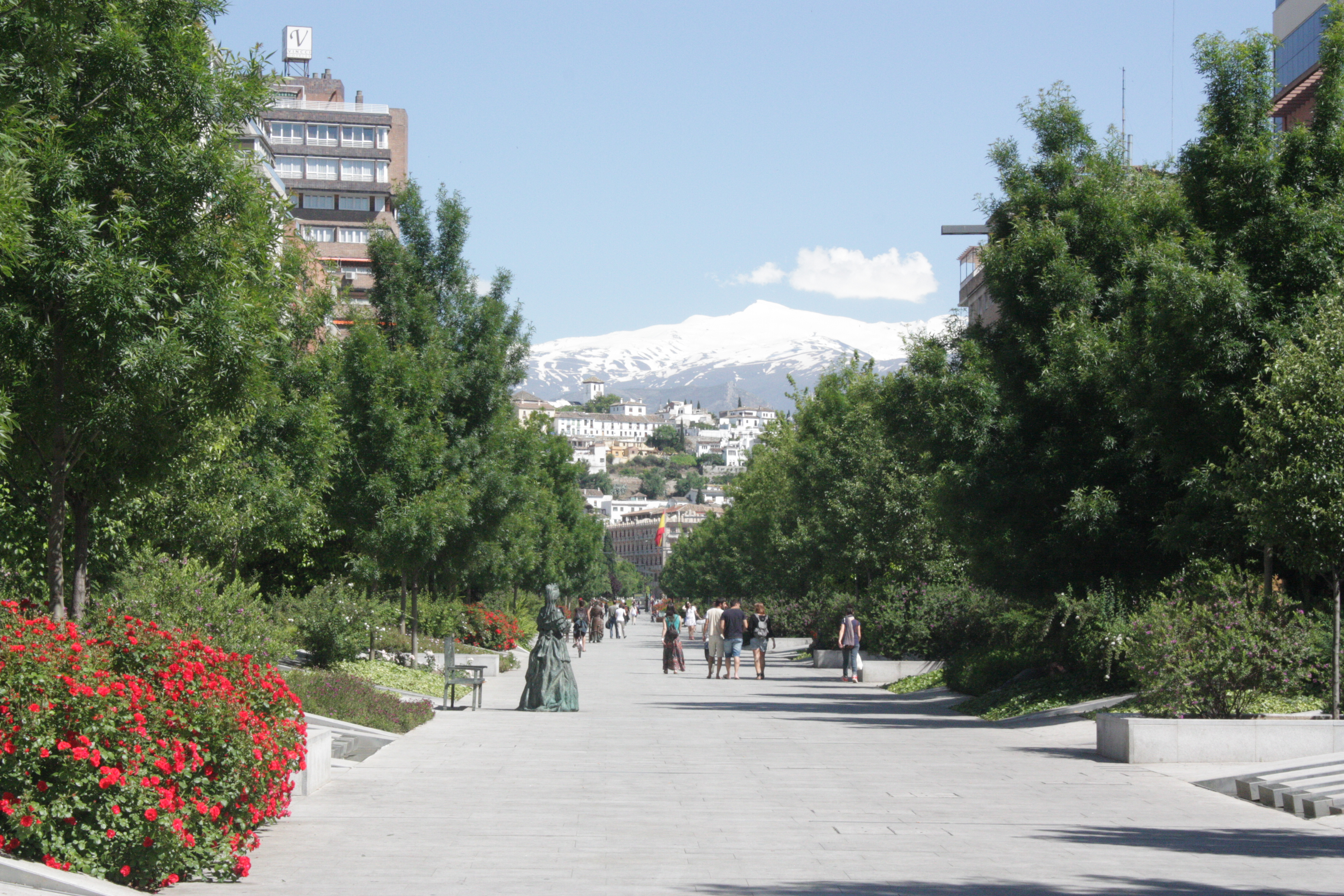
グラナダから見たシエラ・ネバダ山脈
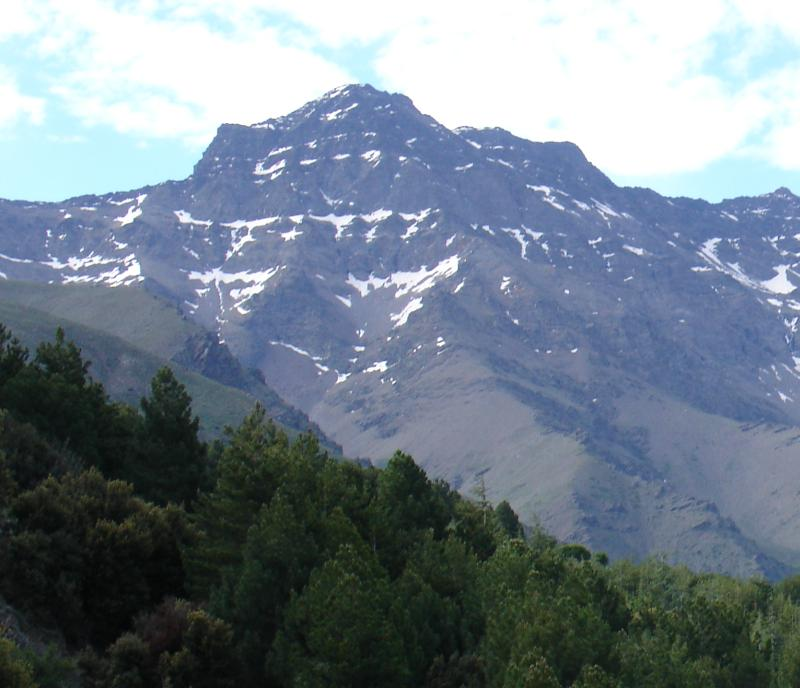
アルカサバ山
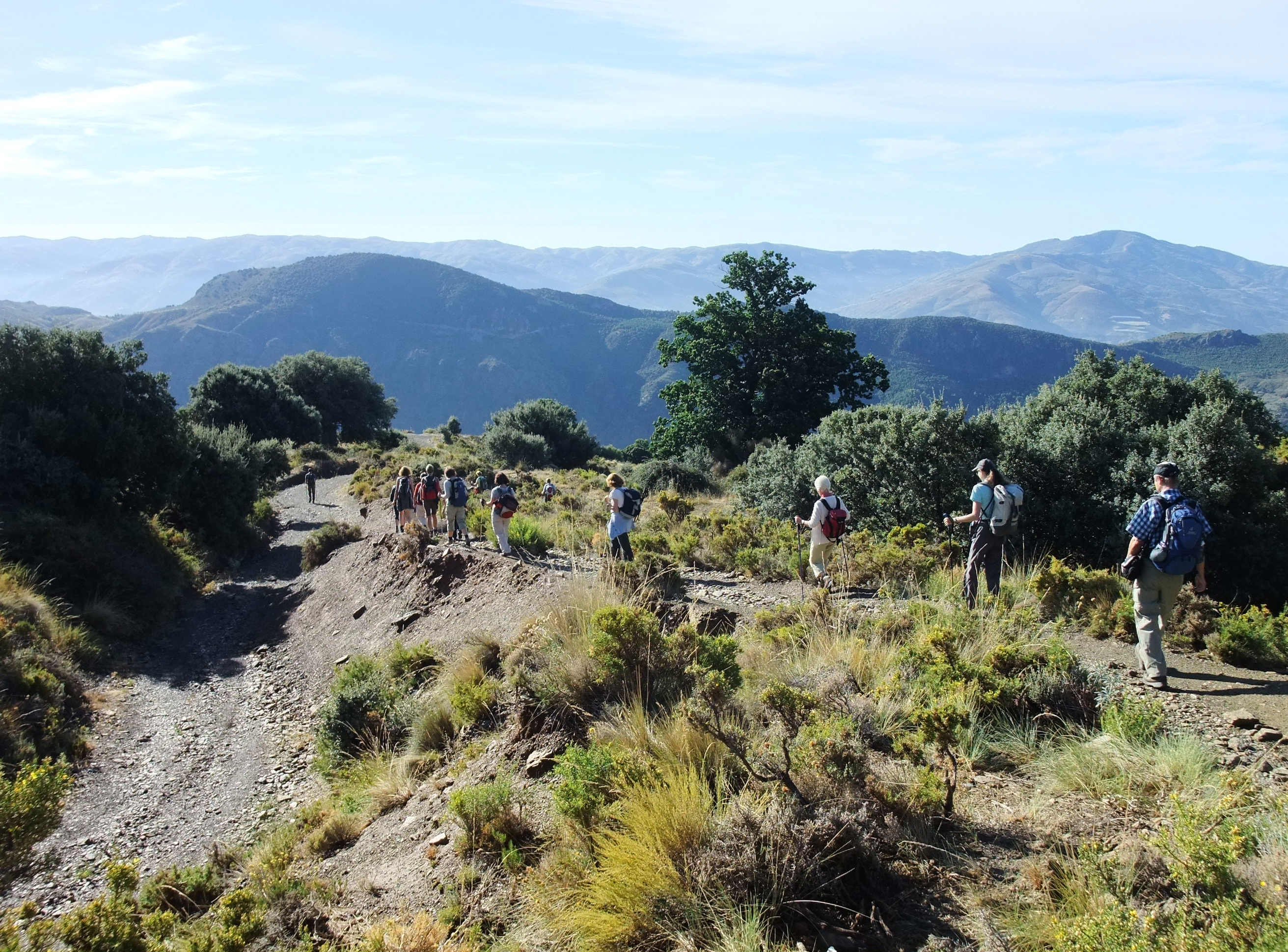
ピトレス南部の景観
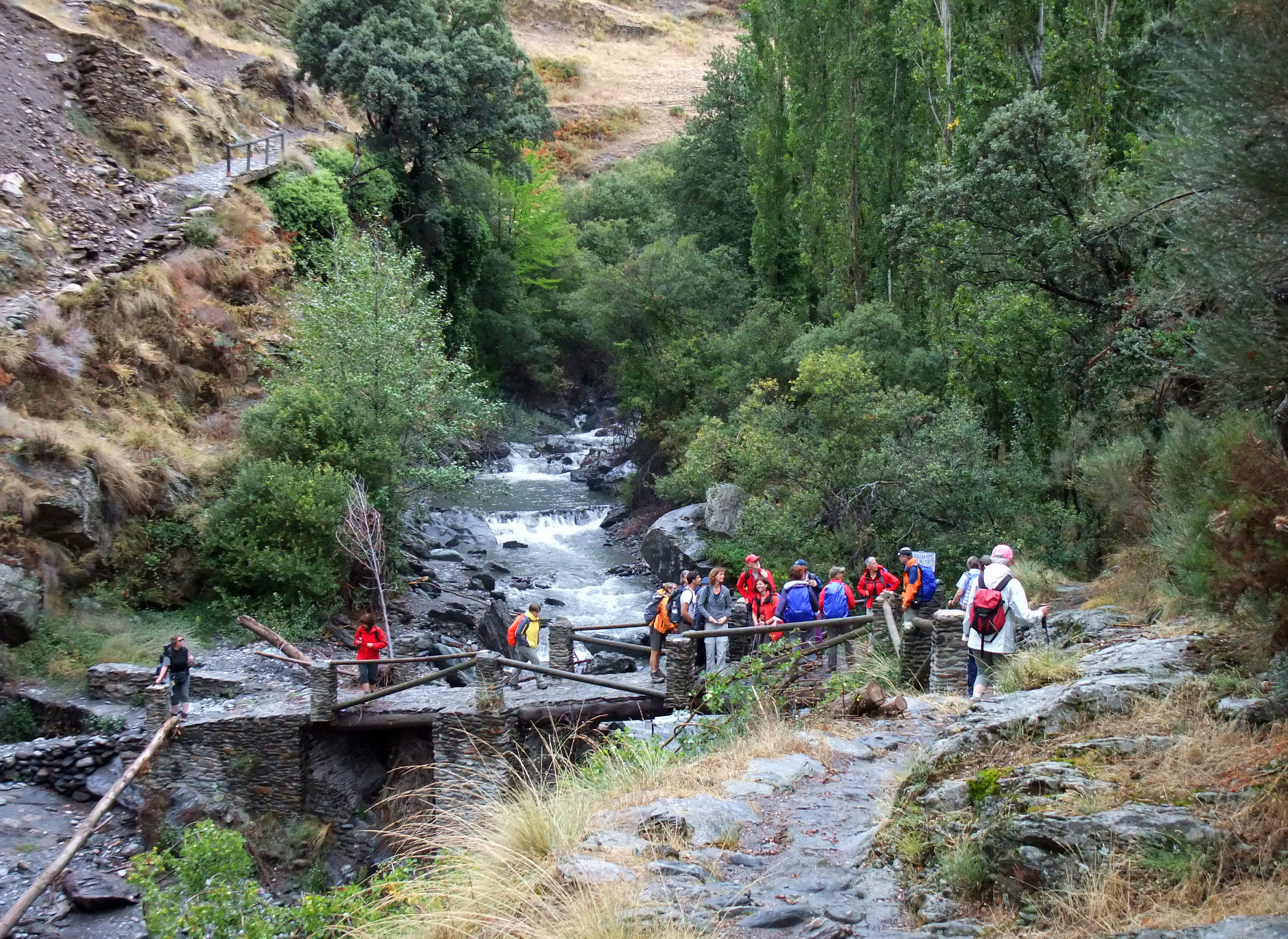
ポケイラ川に架かる石橋
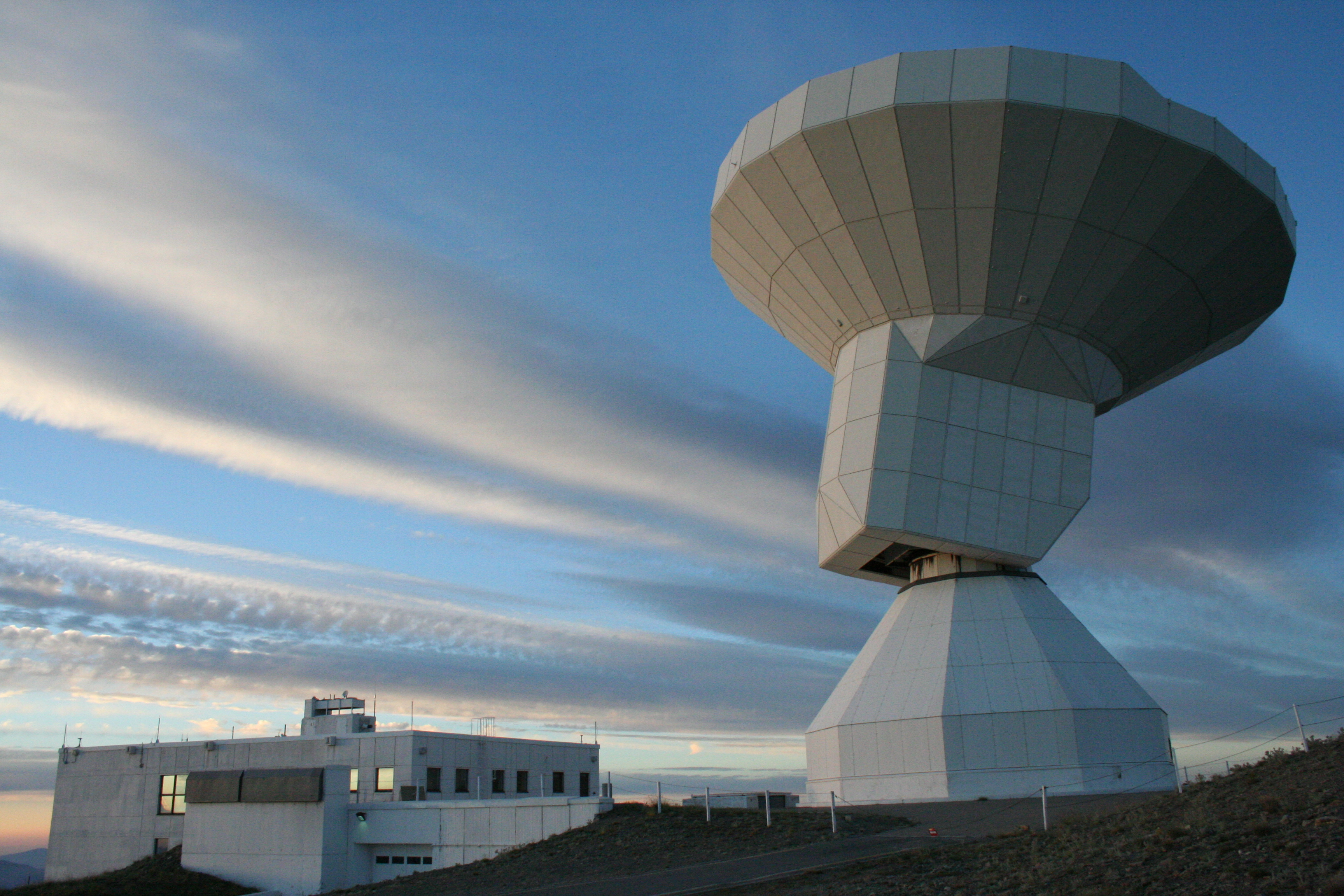
IRAM30m望遠鏡
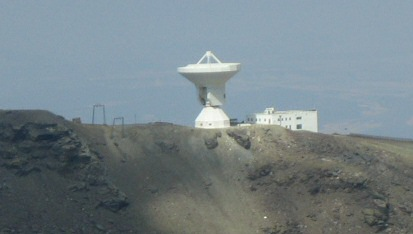
シエラ・ネバダ天文台の電波望遠鏡
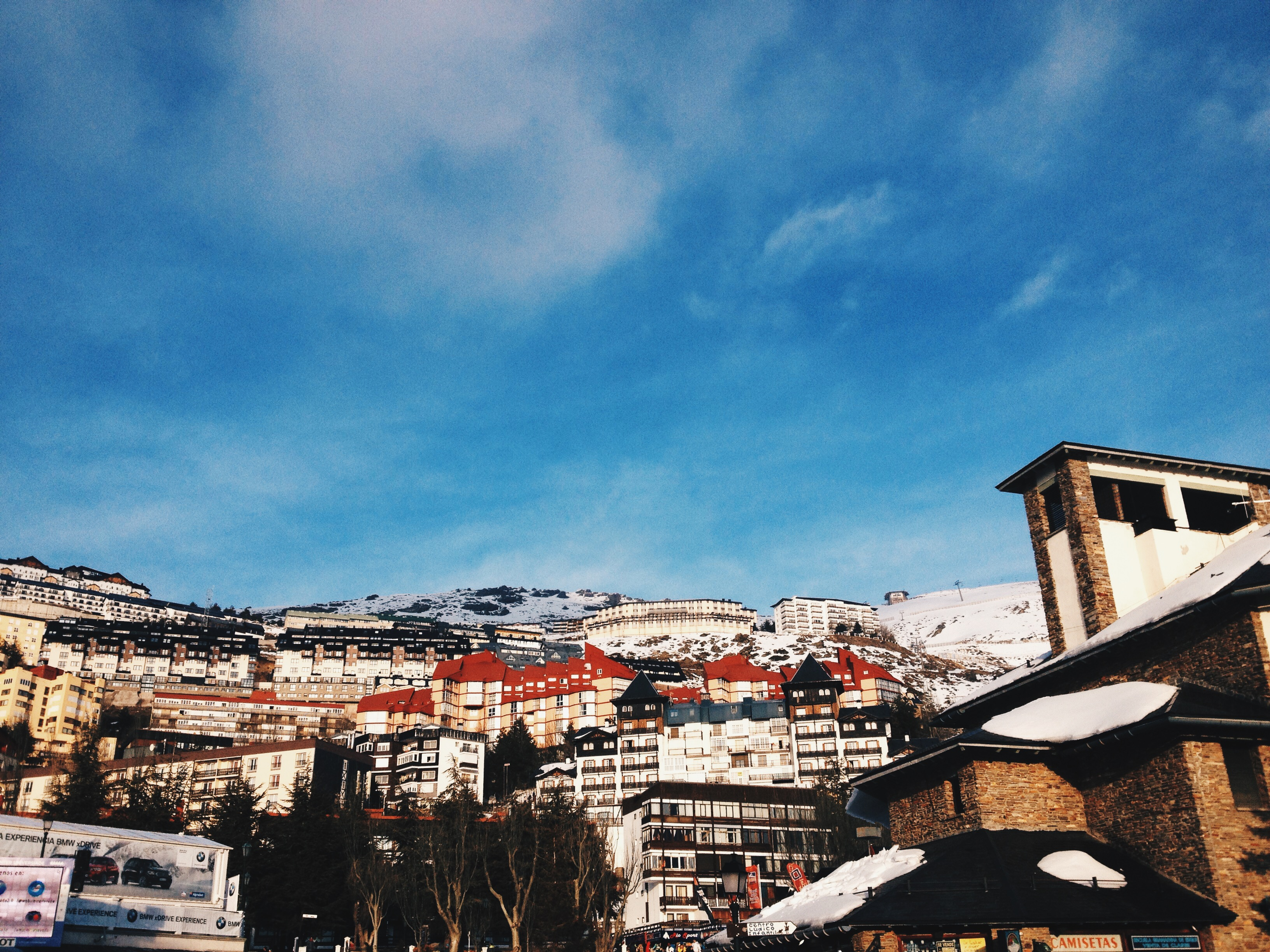
プラドリャーノの集落
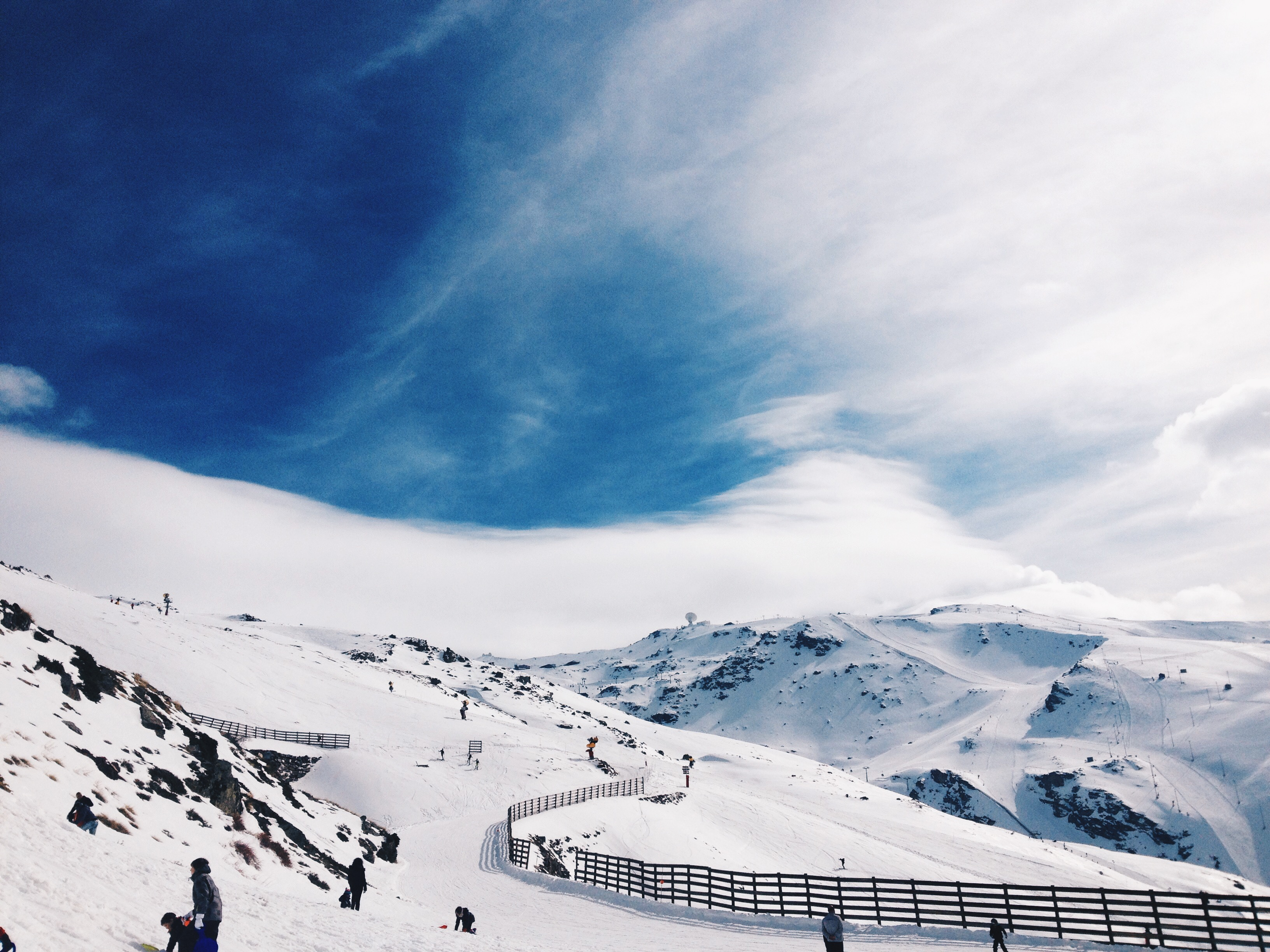
ベレッタ山のスキー場
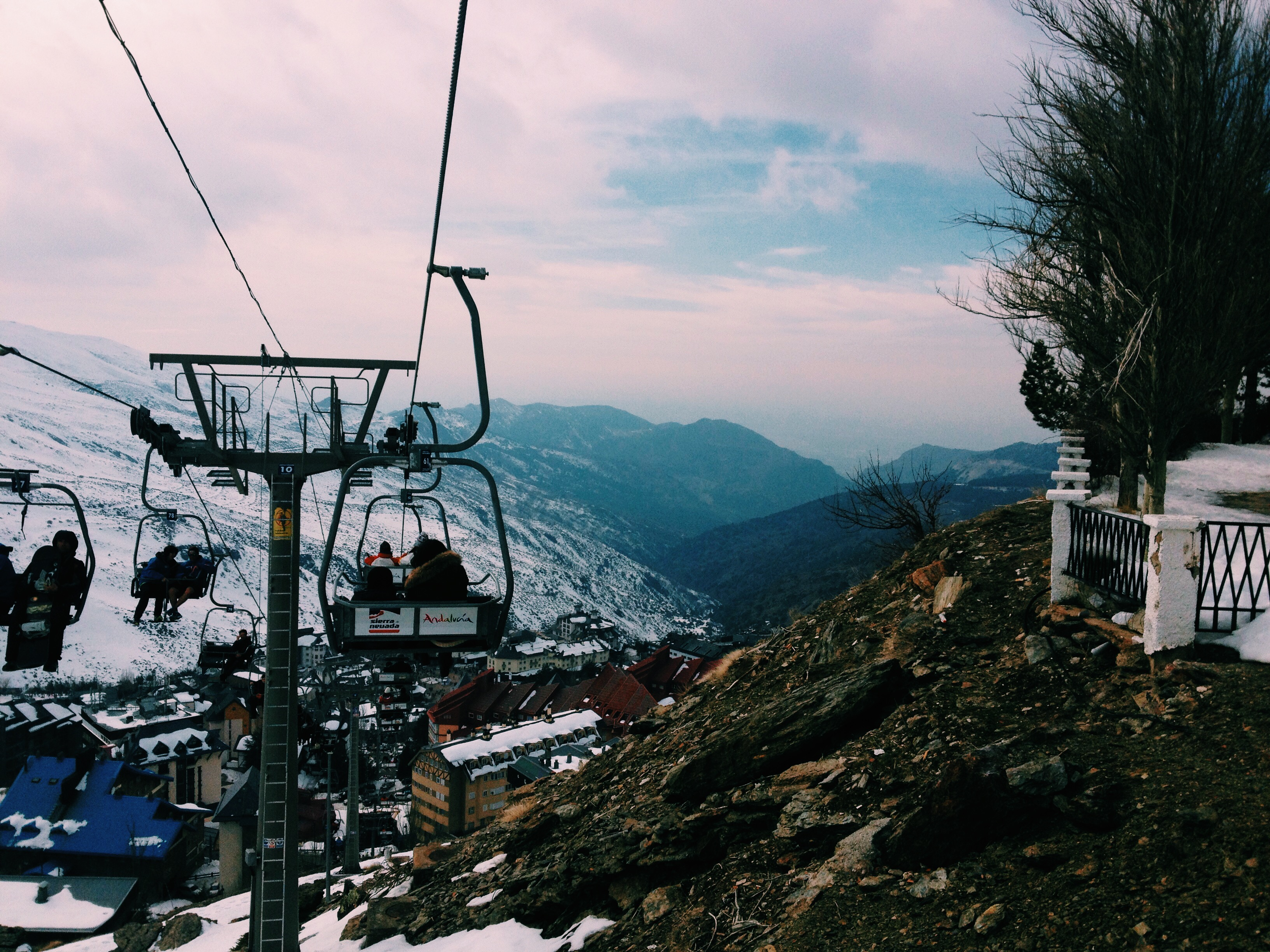
カバージョ峰のスキー場
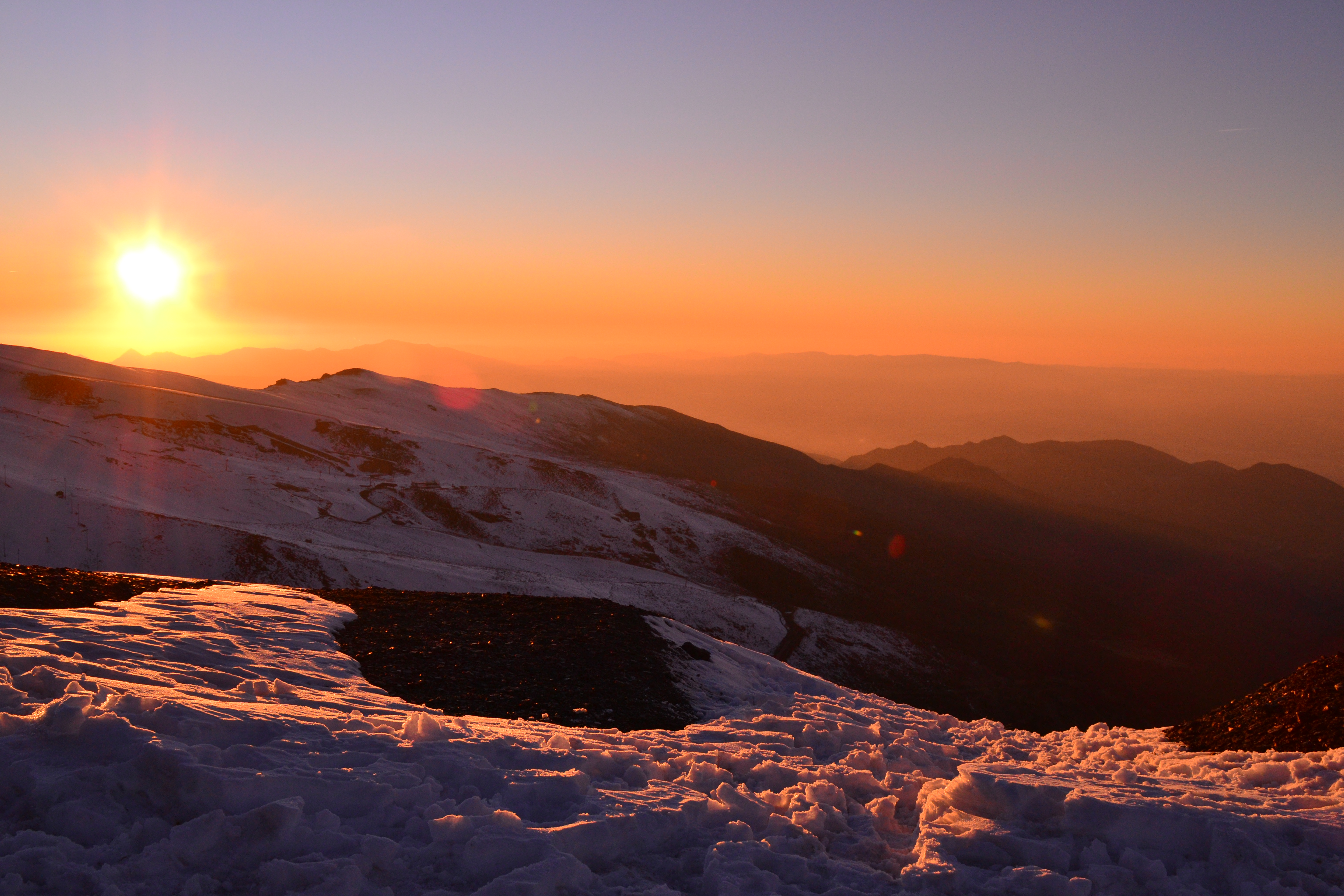
冬季のシエラ・ネバダ山脈と夕焼け
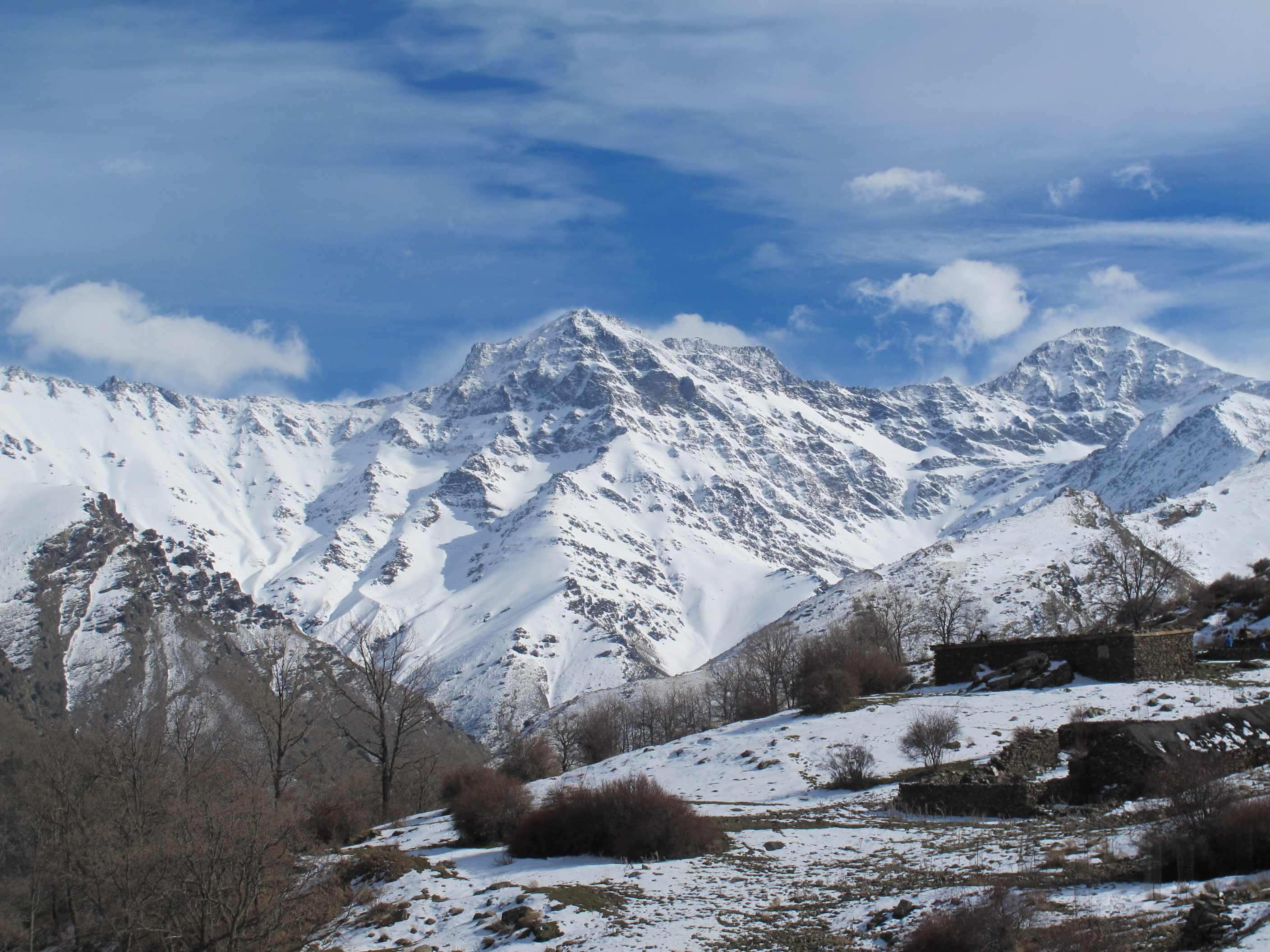
北側斜面
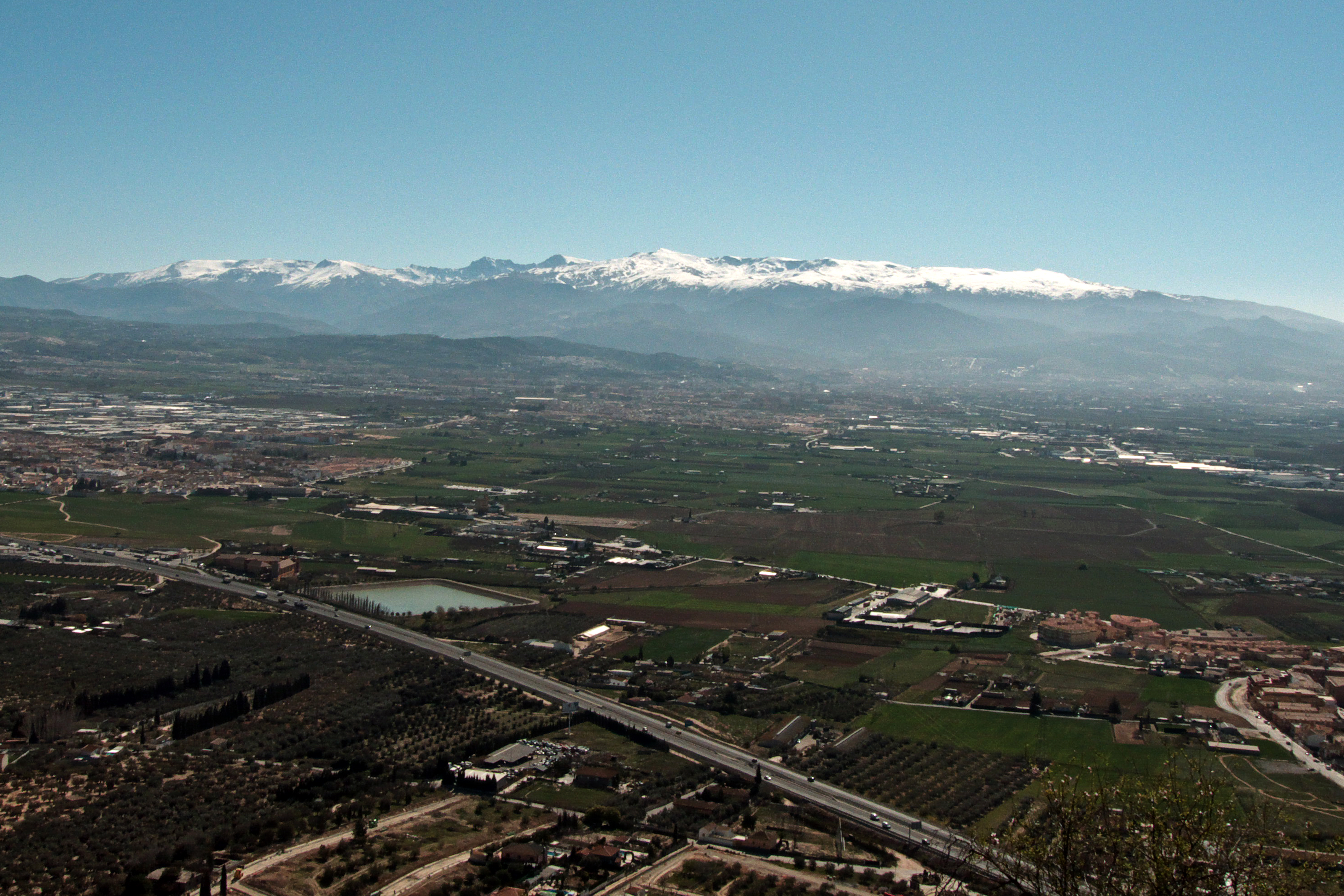
グラナダ市街地（中央）とシエラ・ネバダ山脈

## 文献
- Francisco Pérez Raya, Joaquín Molero Mesa, Francisco Valle Tendero, 1992: "Parque Natural de Sierra Nevada. Paisaje, fauna, flora, itinerarios". Ed. Rueda. Madrid. ISBN 84-7207-067-0 (Spanish)
- "Flora de la Tundra de Sierra Nevada". Pablo Prieto Fernández, Ed. Universidad de Granada. ISBN ISBN 84-600-1810-5 (Spanish)
- "Sierra Nevada: Guía de Montaña". Aurelio del Castillo y Antonio del Castillo. Ed. Penibética, 2003. ISBN 84-932022-3-1 (Spanish)